# Cathedra
Cathedra é um género botânico pertencente à família Olacaceae.